# Savoia-Marchetti S.55
El Savoia-Marchetti S.55 fue un hidrocanoa catamarán utilizado tanto en configuración civil como militar producido desde 1924 por la firma especializada en aviones marinos SIAI-Savoia. Fue en su época uno de los hidrocanoas con unas características de diseño avanzadas e innovadoras de mayor éxito durante el periodo de entreguerras. Al poco tiempo de su introducción en servicio, empezó a romper récords de velocidad, carga útil y altitud. Sin embargo, los mayores éxitos del S.55 fueron sus muchos vuelos entre Europa y las Américas. El Savoia-Marchetti S.55 efectuó varias de los primeras travesías aéreas sobre el Atlántico tanto en solitario, como en grandes formaciones, lo que le llevarían a saltar a la fama y a sus pilotos a finales de los años veinte y principios de los treinta. El lugar del S.55 en la historia de la aviación está determinado no solo por récords y vuelos, sino también por sus originales soluciones de diseño. 

## Historia, diseño y desarrollo
Casi inmediatamente después de la entrada del ingeniero Alessandro Marchetti en la compañía SIAI, se recibió la solicitud de la Regia Marina para su Aviazione Navale de diseñar un hidrocanoa polimotor "torpedero-bombardero de alta mar". En primer lugar, se requería una buena navegabilidad para un avión de este tipo y ello, fue proporcionado por la configuración tipo catamarán. El mismo Marchetti llamó a su avión "oceánico". Además, con tal esquema, era conveniente suspender una carga de combate significativa debajo de la sección central. 
La estructura de los dos cascos de única rediente estaban construidos completamente de madera (fresno, abeto Douglas - pino de Oregón -) y revestidos con contrachapado. Por debajo de la línea de flotación el revestimiento era triple; entre dos capas de contrachapado se colocó una tela impregnada con una composición repelente al agua. Los cascos estaban separados entre sí por 4,5 m (contando al largo de los ejes).

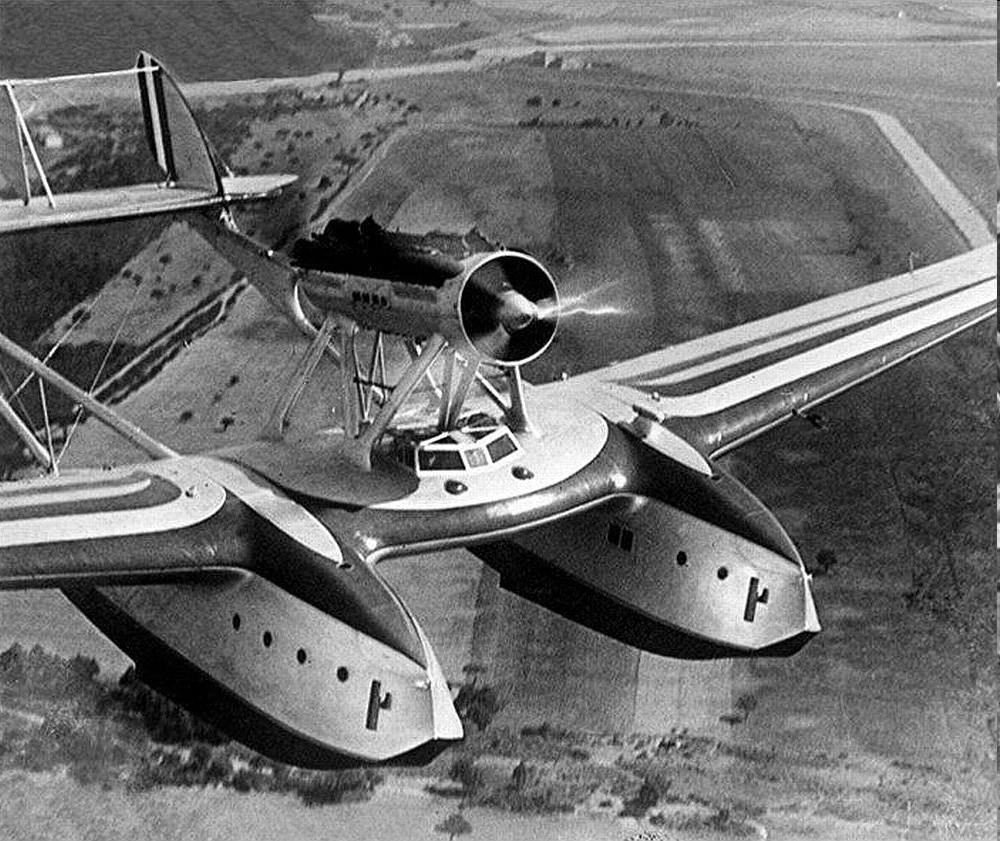

En una época donde predominaban los diseños de aviones biplanos, A. Marchetti no tuvo ambages de hacer del S.55 un monoplano de ala en voladizo. El ala cantilever de amplia sección, se dividió en tres partes, una sección central donde se hallaba la cubierta de vuelo y, dos secciones desmontables; su diseño era básicamente el mismo, tres largueros y nervaduras de madera con revestimiento de madera contrachapada. Las paredes de las nervaduras actuaban como tabiques que dividían el ala en 18 compartimentos estancos, aumentando la flotabilidad en caso de avería de uno de los cascos. Una unidad de cola compuesta por dos derivas y tres timones de dirección, soportado todo ello por dos estaba unida a dos vigas tubulares que se extendían desde las alas y la popa de los cascos. Como resultado, Marchetti obtuvo un "marco", un diseño de doble fuselaje fuerte y confiable.
Los motores se instalaron encima de una vigueta de acero y sostenidos por seis montantes en N por encima de la sección central para mantenerlos fuera de las salpicaduras. Se dispusieron en tándem en configuración Push-pull (espalda contra espalda) sobre la sección central alar, accionando uno una hélice bipala de madera tractora y el otro una propulsora del mismo tipo. Toda la estructura del hidrocanoa era de madera, lo que prometía sencillez y bajo costo en la producción. El primer prototipo de los dos que se construyeron, se construyó en la planta de Sesto Calende en 1923; estaba propulsado por los motores Fiat A.12bis de 300 hp. Los motores estaban abiertos por la parte superior del pilón de la armadura con los radiadores de refrigeración por agua montados en la parte delantera inmediatamente detrás de la hélice tractora por encima y por debajo de su eje. Se preveía un armamento de dos ametralladoras cal. 7,70 mm, cada una en la popa de cada casco. Debajo de la sección central se podían suspender bombas, torpedos o minas marinas. Las opciones de carga típicas eran: una bomba de 800 kg o dos de 500 kg, cuatro de 250 kg, o un torpedo aéreo de 850 kg.
Durante las pruebas, el primer prototipo solo alcanzó una velocidad máxima de 190 km/h. Aun así, El avión fue aceptado por los militares y enviado para pruebas operativas al 143.er escuadrón de reconocimiento en Venecia. El segundo S.55 fue equipado con los más potentes motores Lorraine-Dietrich LD12Eb de 400 hp, lo que añadió solo unos 20 km/h a la velocidad máxima. El avión se desempeñó admirablemente en el agua, despegó y amerizó con facilidad incluso con oleaje significativo. La velocidad de ascenso y el techo de vuelo estaban lejos de ser sobresalientes, pero esto no se consideró muy importante para un avión naval.

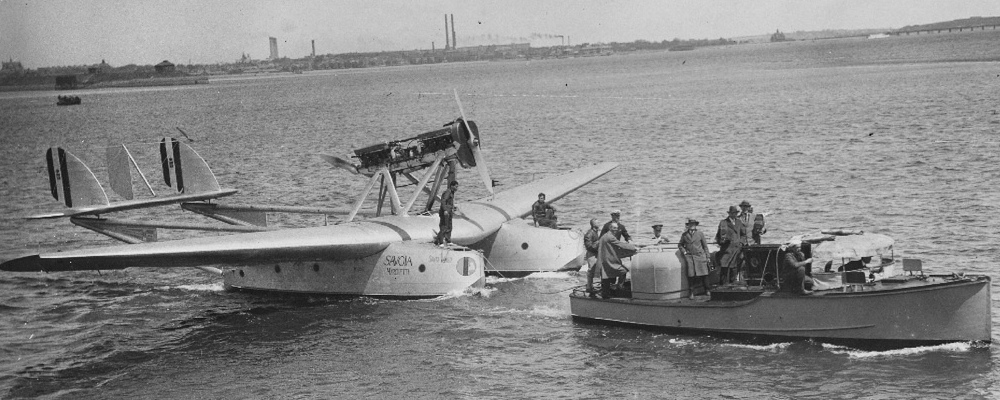

En 1926 apareció una versión mejorada del S.55 con motores V12 Isotta-Fraschini Asso 500, con una potencia nominal de 500 hp - con forzado a corto plazo, fue posible conseguir 545 hp -. Los cascos habían cambiado su forma; la sección de proa se elevó y la de popa se estrechó y rebajó. En esta variante también se aumentó la capacidad de combustible, con lo que el peso al despegue aumentó significativamente, lo que afectó negativamente a la velocidad horizontal y la de ascenso. Sin embargo, la autonomía aumentó una vez y media, ampliando las capacidades del nuevo hidrocanoa como avión de reconocimiento de largo alcance.
En una máquina de este tipo, el jefe de pilotos de pruebas de SIAI Alessandro Passaleva rompió récords mundiales de velocidad y altitud en un circuito de 1000 km volando a una media de 166,36 km/h. El 19 de marzo de 1927 logró el récord de altura para hidroaviones con una carga de 1000 kg, alcanzando los 5026 m de altitud. 
En septiembre de 1926, SIAI comenzó la producción en serie del S.55. Los aviones de producción tenían armamento mejorado, no dos, sino cuatro ametralladoras con  torretas añadidas en la proa de los dos cascos.
En el compartimiento de proa del casco de babor (en vuelo), se ubicó el puesto del artillero-operador de radio. Se instaló una torreta estándar con una ametralladora Breda-SAFAT en la escotilla de la cabina del artillero, que podía retraerse dentro del fuselaje. Si surgiera la necesidad, las funciones del artillero-operador de radio se asignaron a dos personas. En este caso, el artillero se sentaba en un asiento plegable en el compartimento delantero y el operador de radio ocupó un lugar de trabajo detrás de la escotilla donde se encontraba el equipo de radio. En la parte central del hidrocanoa había cuatro tanques de combustible, en la popa, un artillero más. El casco de estribor tenía un diseño similar al de babor; albergaba un artillero de proa, un navegante-bombardero y un artillero de cola. El equipo de navegación y observación se instaló en la cabina del navegante.
Paralelamente a los S.55 militares y de récord, también se construyeron versiones comerciales de pasaje. La producción en serie de estos últimos se inició incluso un poco antes que los militares. En 1925 la aerolínea Aero Espresso Italiana ordenó hidrocanoas tipo S.55C para la línea Bríndisi – Atenas – Estambul y Bríndisi – Atenas – Rodas . Se diferenciaban de los aparatos militares en la ausencia de armas y sus puestos, y en la que cada casco contaba con una pequeña cabina para 4-5 pasajeros. La cabina de pilotos seguía siendo abierta, desde allí, hasta el borde de ataque del ala. Estaban propulsados por motores Isotta Fraschini 12Db (Lorraine 12Db construido bajo licencia) con el mismo diseño abierto de los primeros S.55. A finales de 1925, Aero Espresso recibió el primer S.55C y seis más al año siguiente. 
En 1928, apareció la variante S.55P. Para conseguir compartimentos de pasaje más espaciosos, el diseñador elevó la altura de los cascos en la proa. Ahora, la superficie superior del fuselaje estaba al ras con el borde de ataque del ala. Los mamparos móviles hicieron posible añadir plazas adicionales, con lo que el número de plazas aumentó a 10/12. El S.55P estaba equipado con los motores de un avión de combate de serie; un par de motores Asso 500. En total, se construyeron quince S.55P por orden de la aerolínea Società Aerea Mediterranea (SAM). Volaron en las rutas Roma-Cagliari , Roma-Palermo, Roma-Túnez y Brindisi-Valona. En 1934, cuando Aero Espresso y SAM junto con otras aerolíneas italianas se fusionan formando la aerolínea de bandera Ala Littoria, diez S.55P todavía estaban en servicio. En la segunda mitad de los años 30, estos hidrocanoas fueron mejorados; los motores fueron reemplazados por los Fiat A.42R (720/760 hp). Los dos últimos S.55P fueron desguazados por Ala Littoria en 1938. Algunos ejemplares terminaron en los Estados Unidos; fueron adquiridos por Airvia Transportation, que utilizó aviones en la línea Nueva York-Boston y por Alaska Airways. En Estados Unidos, incluso hubo planes para construir el S.55P bajo licencia. Los derechos para construirlos en 1930 fueron propiedad de la American Aeronautical Corporation (AAC). Sin embargo, solo se logró ensamblar un único hidrocanoa antes de la quiebra y venta de la compañía durante la Gran Depresión.
Posteriormente las compañías Cantieri Aeronautici e Navali Triestini - CANT y Rinaldo Piaggio se unieron a la producción en serie del S.55. La primera montó aviones estándar, al igual que SIAI, mientras que la segunda, construyó su propia versión denominada S.55M. Era de construcción mixta con cascos de metal. El proyecto S.55M fue creado por los famosos diseñadores de aviones Giuseppe Gabrielli y J. Peña.

## Historial operativo
Récords de autonomía
A pesar de que su inusual diseño, el Savoia-Marchetti S.55 era un avión con una notable capacidad de vuelo. En 1926, el prototipo S.55P consiguió catorce récords mundiales de velocidad, altitud y autonomía con carga útil. Sin embargo, los mayores éxitos del S.55 fueron sus muchos vuelos entre Europa y las Américas.
El Savoia-Marchetti S.55 efectuó varias de los primeras travesías aéreas sobre el Atlántico en una época en la que todavía era una empresa muy difícil y arriesgada. Travesías que se iniciaron cuando el Dornier Do J Plus Ultra, de la Aeronautica Militar española al mando del comandante Ramón Franco, voló desde la localidad onubense de Palos de la Frontera, (España) a Buenos Aires en enero de 1926.
Vuelo "Cuatro Continentes" 1927

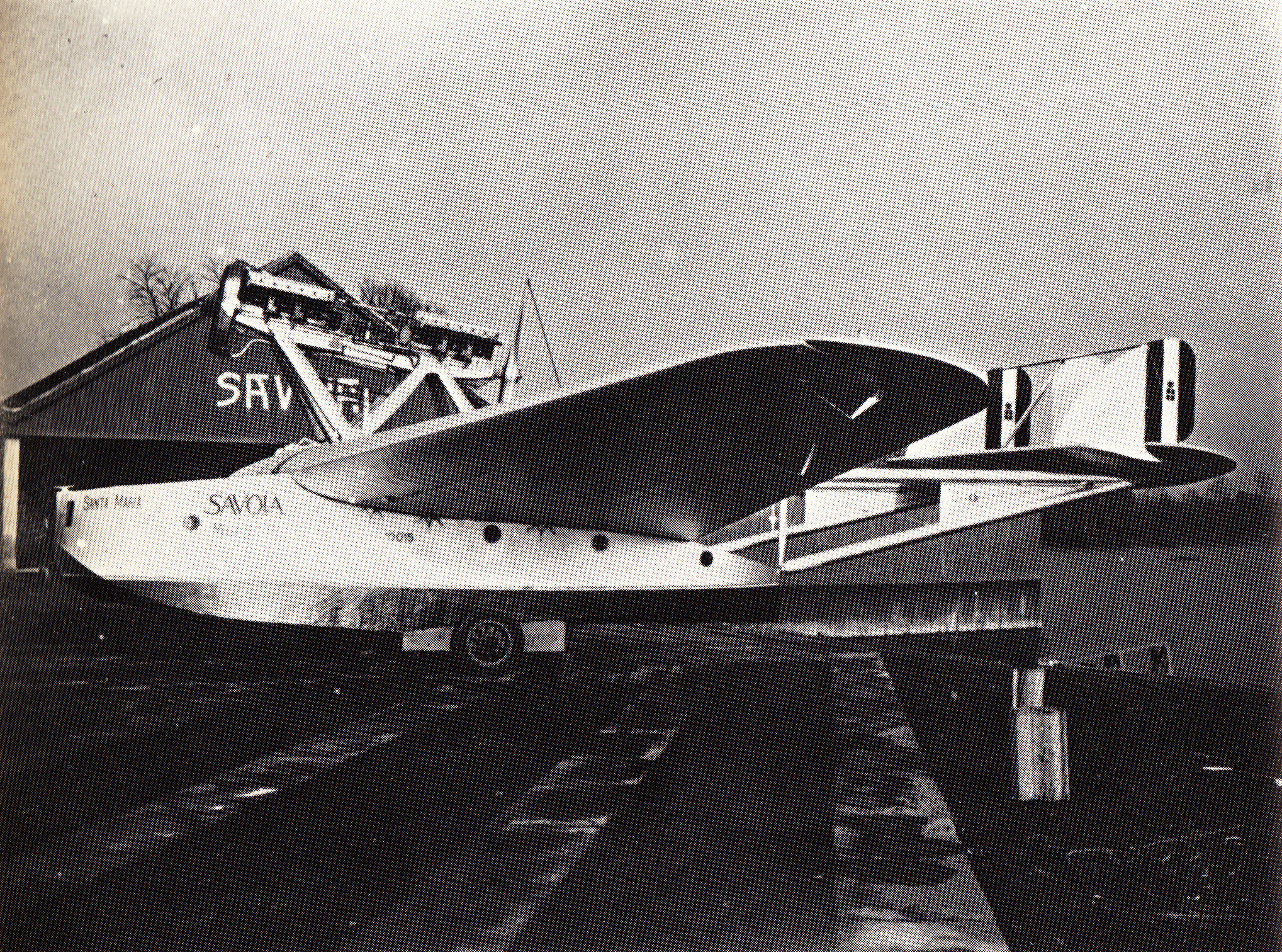
Savoia-Marchetti S.55 Santa Maria

El jefe del gobierno italiano Benito Mussolini sugirió que el coronel de la Regia Aeronautica Francesco de Pinedo afamado aviador por su raid en solitario Roma-Australia-Tokio-Roma en 1925, realizara un vuelo al hemisferio occidental para inspirar orgullo en la población de ascendencia italiana que habían emigrado a las Américas. Esta idea se convirtió en el vuelo "Cuatro Continentes" de 1927, destinado a demostrar la capacidad de un hidrocanoa para volar desde Italia a África y cruzar el Océano Atlántico hasta Brasil seguido de varias paradas en América del Sur y el Caribe, una gira por los Estados Unidos y Canadá, y un vuelo transatlántico de regreso a Europa que finalmente terminara en Roma.
Los pilotos de Pinedo, capitano Carlo Del Prete, y el ingeniero de vuelo Vitale Zacchetti despegaron el 13 de febrero de 1927 desde Cagliari, Cerdeña, en un S.55 y enrumbaron al oeste a través del Atlántico Sur. Cuatro meses después,el 16 de junio de 1927 el hidrocanoa amerizó en el puerto de Ostia  habiendo recorrido 46960 km (29180 millas) en 193 horas de vuelo y efectuado más de 50 escalas.
Vuelo del Jahu

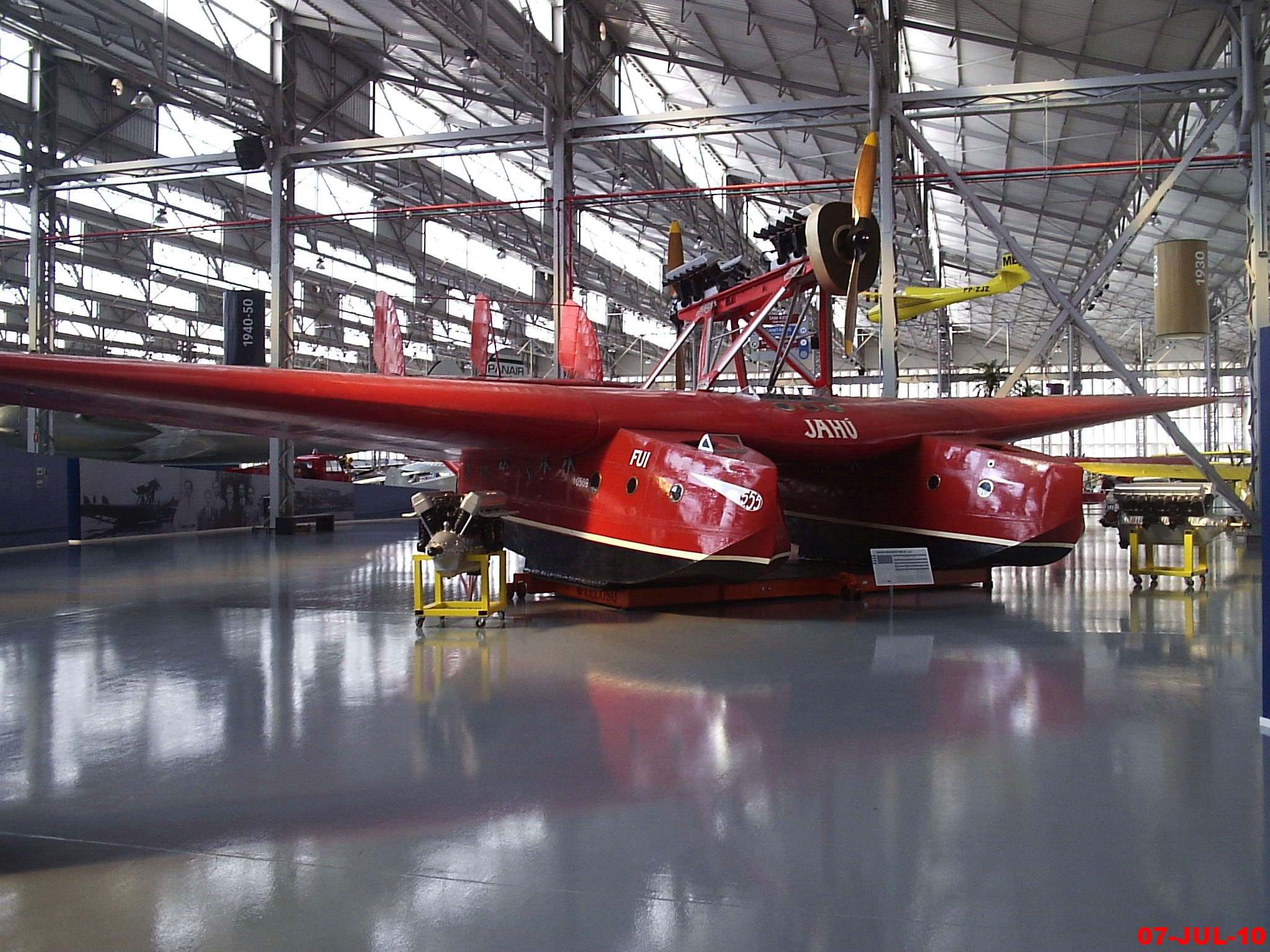
Savoia- Marchetti S.55 Jahu

El brasileño João Ribeiro de Barros y su tripulación de tres hombres, cruzaron el Atlántico a bordo del S.55 "Jahú" con motores Asso 500, el 24 de abril de 1927. Partiendo desde Génova con escalas en Gibraltar -y la Isla de Santiago, cruzaron el Atlántico y amerizaron al largo de la isla Fernando de Noronha.
Vuelos en formación masiva
El general Italo Balbo en aquel entonces Secretario de Estado de la Aviación se basó en gran medida en los consejos y experiencia del coronel de Pinedo al planificar y ejecutar los vuelos en formación masiva, destinados a mejorar las habilidades operativas de las tripulaciones aéreas y de tierra de la Regia Aeronautica, mostrar los productos de la industria de aviación italiana a posibles compradores extranjeros y mejorar el prestigio del gobierno de Benito Mussolini, y ellos son el por qué Balbo se hizo famoso. Lideró personalmente el primero de ellos, un circuito de seis etapas y 2818 km por el Mediterráneo occidental con 61 hidrocanoas; 51 Savoia-Marchetti S.59bis y diez Savoia-Marchetti S.55 entre el 25 de mayo y el 2 de junio de 1928.  
Promovido a generale di divisione aerea (general de división aérea) y nombrado subjefe de personal de la Regia Aeronautica, de Pinedo se unió a Balbo para liderar el vuelo de la segunda formación masiva; un circuito de 5314 km a través del Mediterráneo oriental en junio de 1929 por 35 hidrocanoas, - 32 Savoia-Marchetti S.55, dos Savoia-Marchetti S.59 y un CANT 22, partiendo de Tarento con escalas en Atenas-Estambul-Varna, Odesa y Constanza. Pinedo y Balbo tuvieron un desencuentro después de que Balbo decidiera que el gobierno italiano no apoyaría más vuelos de larga distancia en solitario, - lo que de Pinedo prefería - y, en su lugar, centraría sus esfuerzos en vuelos en grandes formaciones, por lo que de Pinedo no jugó ningún papel en las siguientes travesías en formación masiva del Atlántico Sur.
El ya ministro de Aviación y mariscal de la Regia Aeronautica Italo Balbo se hizo famoso por organizar otros dos grandes vuelos, esta vez trasatlánticos. El primero en 1930, con catorce hidrocanoas Savoia-Marchetti S.55A partió de Orbetello con dirección a Río de Janeiro; la expedición comenzó el 17 de diciembre de 1930, completándose el 15 de enero de 1931. Durante la travesía se perdieron tres aviones. El recorrido completo fue de 10400 km y al término de la travesía, los pilotos y tripulantes regresaron en barco a Italia, ya que, impresionados por las prestaciones del aparato, los once aviones fueron comprados por el gobierno brasileño para su aviación naval.
Crociera Aerea del Decennale 1933

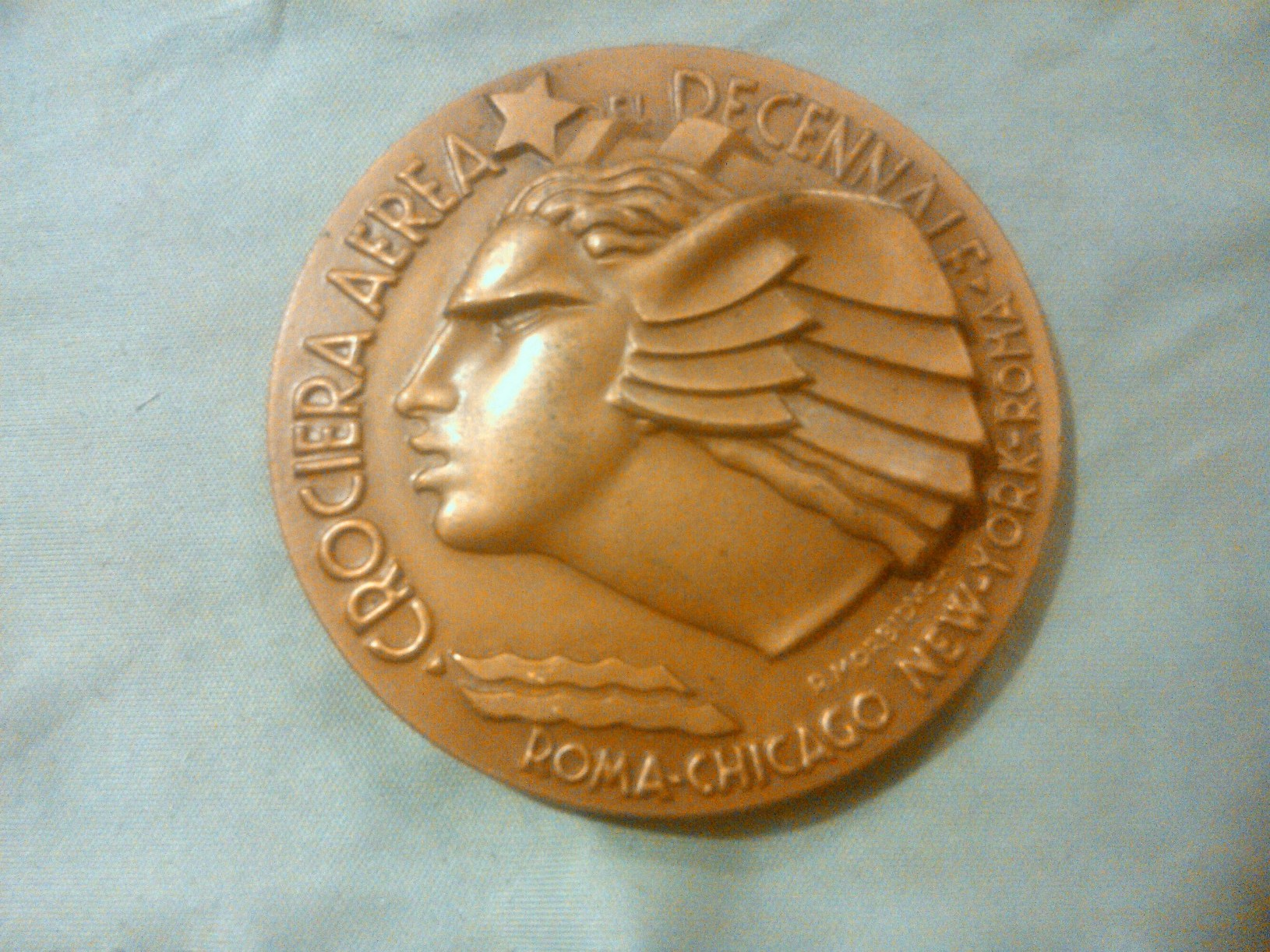
Medalla conmemorativa Crociera aérea 1933

Entre el primero de julio y el 12 de agosto de 1933, comandó 24 hidrocanoas S.55X en un vuelo de ida y vuelta desde Roma hasta Chicago para asistir a la Exposición Universal. El 1 de julio de 1933, Balbo dirigió el vuelo de los S.55X desde Orbetello, Italia, completando el vuelo en poco más de 48 horas y manteniendo una formación cerrada en "V". Después de este episodio, el término Balbo vino a ser utilizado en el lenguaje común para describir cualquier gran formación de aeroplanos. Se da la circunstancia que todavía en 1940 los pilotos británicos durante la Batalla de Inglaterra llamaban a las grandes formaciones de bombarderos de la Luftwaffe con dicho nombre.
Rescate en el Ártico
En el verano de 1928, los ya conocidos aviadores militares Umberto Maddalena y Stefano Cagna en un S.55A participaron en la búsqueda de la infortunada expedición aérea del dirigible Italia al mando del explorador ártico general Umberto Nobile, desaparecido en el Ártico. Los dos, conducidos por tierra desde el dirigible naufragado por medio de un rudimentario sistema inalámbrico, lograron, a pesar de las grandes dificultades debidas a las condiciones climáticas, encontrar y abastecer a los desafortunados exploradores en el hielo, lo que les permitió sobrevivir hasta el 12 de julio, fecha de llegada del rompehielos soviético Krassin que los puso a salvo. El avión regresó a Sesto Calende el 30 de agosto, después de pasar dos meses y 20 días en un entorno ártico.
Regia Marina
Los S.55 fueron la principal fuerza de ataque de la aviación naval italiana hasta mediados de los años 30, equipando a las Squadriglie di bombardamento maritimo de la Regia Marina. Hasta 1939, estos aviones permanecieron en servicio en los 31º y 35º, Stormi en Brindisi hasta su sustitución por los hidroaviones CANT Z.506B Airone . A su regreso del vuelo a Estados Unidos, el S.55X se convirtió en transporte militar y ocasionalmente personal; como ejemplo, Balbo, siendo ya mariscal y gobernador de la Libia italiana , conservó el S.55X I-BALB que pilotó durante el vuelo de 1933 y que permaneció en un hangar a orillas de la bahía de Orbetello hasta 1941.
Los S.55 de la Regia Marina no vieron ningún uso de combate significativo. Durante la invasión italiana de Abisinia (Etiopía), algunos de ellos, transportaron personal y carga a la Eritrea italiana , donde se encontraba la retaguardia de la fuerza expedicionaria y también estuvieron involucrados en el transporte sanitario. Durante la Guerra civil española, aparte de los tres S.55X comprados para la Aviación Nacional de tan deslucida actuación, los S.55 de la Regia Marina se utilizaron para patrullar el Mediterráneo en busca de barcos mercantes con destino a puertos republicanos y dar aviso a los cruceros auxiliares nacionalistas y submarinos "fantasmas" italianos durante la Guerra civil española. En vísperas de la Segunda Guerra Mundial, a principios de 1939, la aviación militar italiana todavía contaba con trece aparatos, en su mayor parte en estado no operativo, siendo dados de baja a finales de año.
Cuerpo Aéreo Naval brasileño
El otro uso en combate real del S.55 fue en Brasil durante la Revolución Constitucionalista de 1932. El gobierno de este país decidió comprar los once S.55A que habían volado a Río de Janeiro; el acuerdo, firmado en enero de 1931, preveía no sólo la transferencia de los hidrocanoas, sino también la formación de pilotos y mecánicos por personal de la Fuerza Aérea italiana. El entrenamiento y capacitación para estas aeronaves se completó en junio y los S.55 se convirtieron en la principal fuerza de ataque del Cuerpo Aéreo Naval, que proporcionó sus S.55A realizando misiones de transporte, reconocimiento y bombardeo. Los dos últimos ejemplares fueron dados de baja en 1937.
Aeroflot

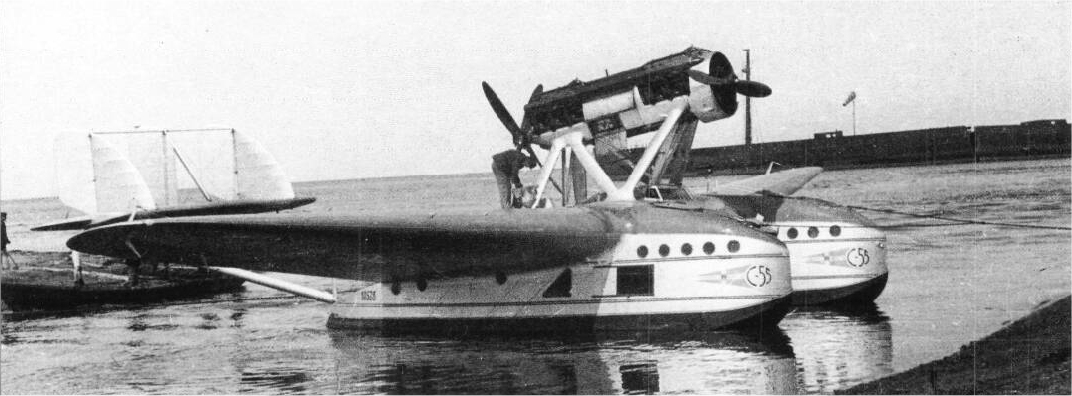
Savoia-Marchetti S.55P de Aeroflot hacia 1933

Ya en 1927, la compañía SIAI había ofrecido la versión militar estándar S.55 a las VVS soviéticas. En 1932, cuando ya existía el prototipo S.55X, se desarrollaron planes para la compra de 30 ejemplares para su uso como bombarderos navales de largo alcance y torpederos; sin embargo, la compra no se llevó a cabo en parte por la crónica falta de divisas para su pago, y el inicio de proyectos y desarrollos autóctonos de hidrocanoas (Tupolev ANT-8) e hidrocanoas catamarán (Tupolev ANT-22).
Por otro lado, la Dirección Principal de Aviación Civil que se resumió bajo las siglas de Aeroflot, adquirió seis hidrocanoas del más moderno diseño del S.55 en 1932. Se implementaron todas las mejoras principales de la modificación "X"; cascos con aerodinámica mejorada y una cabina de pilotos cerrada. Los motores Issota-Fraschini Asso 750 también estaban carenados como en los S.55X y movían hélices tripalas metálicas. Aun así, el diseño interno de los cascos se inspiró en la variante civil S.55P.
Estos aparatos operaron para la Flota Aérea Civil del Lejano Oriente y tenían su base en el hidropuerto de Jabárovsk. Además de servir la línea de 
Kamchatka, cuya ruta cambió más tarde a (Vladivostok - Ojá - Petropávlovsk-Kamchatski ), los Savoia volaron a lo largo de la costa, al largo del río Amur y hasta la Isla de Sajalín.
Comando Aéreo de la Marina rumana

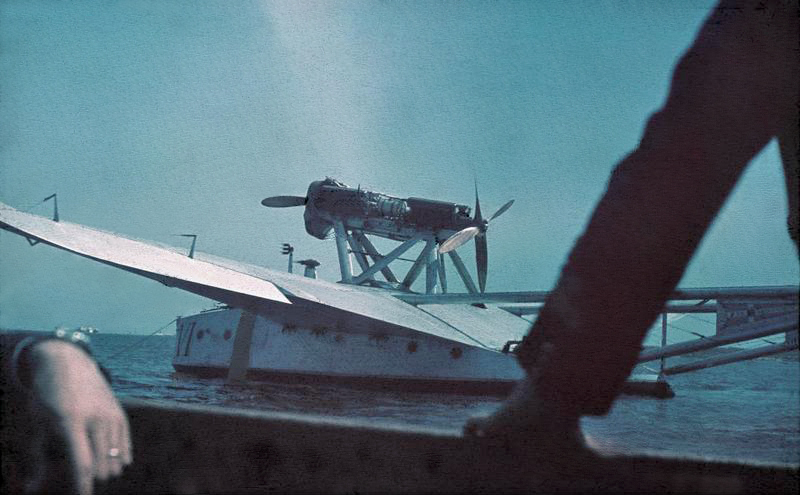
Rara fotografía en color de un S.55 rumano, 1943

En 1933, Rumanía adquirió siete S.55 que fueron utilizados por la Flotila de Hidroaviație (flotilla de hidroaviones) en el Mar Negro en patrullas de reconocimiento de largo alcance y antisubmarinas desde su base en Palazu Mare, Constanza ; estos eran aviones militares estándar S.55 con motores Isotta-Fraschini Asso 500.

## Ejemplares sobrevivientes
El último ejemplar de Savoia-Marchetti S.55 se conserva en Brasil. Se encuentra expuesto en el Museo TAM (actualmente cerrado) de São Carlos el, São Paulo. El avión, con matrícula I-BAUQ y llamado "Jahú", es el S.55 empleado por el comandante João Ribeiro de Barros en su cruce del Atlántico Sur en 1927.

## Variantes

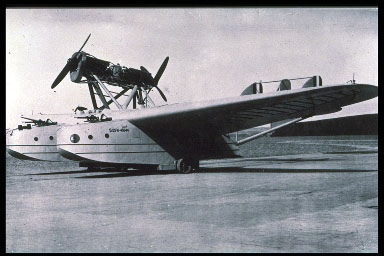
Savoia-Marchetti S.55X

S.55
Producción inicial de 88 hidrocanoas militares entregados en diferentes lotes entre 1927 y 1930; todos propulsados por dos motores lineales V12 Isotta-Fraschini Asso 500 de 500 hp.
S.55C
Primera variante civil con capacidad para cinco pasajeros en cada casco, suministrada entre 1925 y 1926. 8 unidades propulsadas inicialmente con dos motores Isotta Fraschini 12Db (Lorraine 12Db construido bajo licencia) de 400 hp (300 kW) y más tarde remotorizados con los Asso 500.
S.55P
Segunda variante civil mejorada, de la que se construyeron 23 unidades entre 1928 y 1932 con cascos agrandados con capacidad para 10-12 pasajeros y cabina de tripulación cerrada. Diez aparatos fueron operados por la Società Aerea Mediterranea - SAM en las rutas Roma-Cagliari , Roma-Palermo, Roma-Túnez y Brindisi-Valona.
S.55A
Designación para dieciséis hidrocanoas militares (A por Atlántico) suministrada con motores Fiat A.22R de 425 kW (570 hp).
S.55M
Siete aparatos montados por la compañía Rinaldo Piaggio S.p.A. en 1930 con motores Isotta-Fraschini Asso 500Ri; estructura básicamente metálica.
S.55 Scafo Allargato
Similar al S.55A pero con cascos más anchos y profundos y con motores W 18 Isotta-Fraschini Asso 750 de 800 hp (600 kW). Fueron construidos para vuelos en formación masiva a través del Atlántico Norte; posteriormente a su vuelta a Italia, fueron armados con cuatro ametralladoras en puestos a popa y proa de los dos cascos y empleados como hidrocanoas de reconocimiento marítimo y bombardeo hasta ser sustituidos por los CANT Z.506 en 1938.
S.55 Scafo Allargatissimo
Variante con casco muy ampliado, 20 construidos por Savoia-Marchetti, 16 por Macchi y seis por CANT.
S.55X
Veinticinco ejemplares propulsados por motores Isotta Fraschini Asso 750 para vuelos en formación sobre el Atlántico Norte, luego armada y utilizada como bombardero de reconocimiento.
Tres ejemplares S.55X fueron comprados en agosto de 1936, al principio de la Guerra civil española para la Aviación Nacional, teniendo una breve y mediocre actuación a principios de la contienda. Participaron en la defensa de la isla de Mallorca contra la expedición del Capitán Bayo que intentó la ocupación de la isla en poder de las tropas del Bando Nacional.  Después de esta acción los tres aparatos vuelan hacia Palma de Mallorca , amerizando en su bahía, donde son atacados por siete hidros de las Fuerzas Aéreas de la República Española- FARE Savoia-Marchetti S.62; uno de los tres S.55 fue seriamente averiado y los dos restantes a los pocos días regresaron a Italia, sin que volvieran a participar en la contienda.

## Usuarios

### Civiles
Unión Soviética
- Aeroflot / Flota Aérea Civil del Lejano Oriente (6 S.55X)

 Estados Unidos
- Alaska Airways
- Airvia Transportation Co.

 Italia
- Aero Espresso Italiana (7 S.55C)
- Società Aerea Mediterranea - SAM (10 S.55P)
- Ala Littoria

### Militares
Italia
- Regia Marina - Aviazione Navale

 Brasil
- Marinha do Brasil Cuerpo Aviación Naval (11 S.55A)

 España
- Aviación Nacional (3 S.55X)

 Rumania
- Comandamentul Aero Marină  (7 S.55 1933-1943)

## Especificaciones técnicas (S.55X)
Referencia datos: Enciclopedia Ilustrada de la Aviación Vol.12, (1982). Savoia-Marchetti S.55, Edit. Delta. pp. 2893. ISBN 84-7598-020-1

### Características generales
- Tripulación: 5-7
- Longitud: 16,75 m
- Envergadura: 24,00 m
- Altura: 5,00 m
- Superficie alar: 93,00 m²
- Peso cargado: 5750 kg
- Peso máximo al despegue: (despegue) 8260 kg
- Planta motriz: 2× W18 18 cilindros refrigerado por agua Isotta-Fraschini Asso 750 Motor Isotta-Fraschini Asso 750.
  - Potencia: 630 kW (869 HP; 857 CV) cada uno.
- Hélices: 2× tripala metálica por motor.

### Rendimiento
- Velocidad nunca excedida (Vne): 280 km/h
- Alcance: 3500 km
- Techo de vuelo: 5000 m
- Carga alar: 88,81 kg/m²

### Armamento
- Ametralladoras: 4× Breda-SAFAT cal.7,7 mm
- Bombas: 2000 kg
- Otros: Torpedo aéreo 850 kg